# یوناس بوکله
یوناس بوکله (انگلیسی: Jonas Bokeloh؛ زادهٔ ۱۶ مارس ۱۹۹۶) دوچرخه‌سوار اهل آلمان است.
وی در مسابقات کشوری و بین‌المللی در مجموع برندهٔ ۱ مدال طلا شده‌است.